# Herb Reska
Herb Reska – jeden z symboli miasta Resko i gminy Resko w postaci herbu.

## Wygląd i symbolika
Herb przedstawia w złotym polu tarczy herbowej zielone drzewo o siedmiu gałęziach i tyluż liściach, wyrastające z niebieskich fal rzeki. 
Fale symbolizują przepływającą przez miasto Regę.

## Historia
Herb znany jest od XIII wieku.